# Vilasantar
Vilasantar là một đô thị của Tây Ban Nha ở tỉnh A Coruña trong cộng đồng tự trị của Galicia.
43°04′B 8°06′T / 43,067°B 8,1°T